# Arveu IV de Donzy
Arveu IV de Donzy (francès Hervé IV de Donzy), mort el 1222, fou un senyor de Donzy i comte de Nevers de 1199 a 1222. Era fill d'Arveu III († 1187), senyor de Donzy, i de Matilde Gouët.
Vassall de Pere II de Courtenay, comte de Nevers, d'Auxerre i de Tonnerre, es va revoltar contra ell per a la possessió del castell de Gien, el va derrotar a Cosne-Cours-sur-Loire i el va fer presoner. Per al seu alliberament, Pere es va veure obligat a donar la mà de la seva filla Matilde de Courtenay, així com el comtat de Nevers. Pere de Courtenay va conservar vitalíciament els comtats d'Auxerre i de Tonnerre. El papa es va negar en principi a atorgar la dispensa de consanguinitat per al matrimoni, i no la va concedir més que al cap d'uns quants anys, imposant a Arveu la participació en alguna croada.
Va participar per això el 1209 a la croada albigesa al costat entre altres del seu veí i rival el duc Eudes III de Borgonya. Va participar en les preses de Besiers i de Carcassona, però va refusar adquirir la possessió de les vescomtats de Besiers i de Carcassona que se li havia proposat. Els quaranta dies de serveis passats, es nega a combatre més temps per a la croada i torna al seu comtat.
Va combatre igualment a Bouvines (1214) del costat flamenc; va participar en la campanya d'Anglaterra que pretenia posar a Lluís VIII de França sobre el tron d'aquest país; després a la cinquena croada (1217), i finalment a la seu de Marmande.
El 1217, el seu sogre Pere que marxava a Constantinoble per prendre possessió de la corona de l'Imperi Llatí li va cedir el comtat de Tonnerre, probablement contra una suma de diners. A la mort de Pere el 1219 la seva dona va heretar finalment el comtat d'Auxerre que d'aquesta manera va caure també a mans, de fet, d'Arveu. Pero va morir al seu torn el 23 de gener de 1222 al castell de Saint-Agnan Fou enterrat a l'abadia de Pontigny.

## Matrimoni i fills
Es va casar l'octubre de 1199 amb Matilde de Courtenay (1188 † 1257), filla de Pere II de Courtenay i d'Agnès de Nevers i van tenir a:
- Guillem, mort entre 1207 et 1214, promès a Beatriu del Vienès
- Agnès II († 1237), comtessa de Nevers, Auxerre i Tonnerre, casada el 1223 amb Guiu de Châtillon, comte de Saint Pol.[4]